# Ann Rosman
Ann Rosman, född 27 februari 1973, är en svensk författare. 

## Biografi
Rosman har avlagt filosofie kandidatexamen inom IT och företagsekonomi och arbetade tidigare som konsult med ansvar för affärssystem. Under en föräldraledighet 2005 påbörjade Rosman det som skulle bli starten på hennes författarkarriär. Hon debuterade 2009 med deckaren Fyrmästarens dotter. Året därpå kom Själakistan och 2011 hennes tredje bok Porto Francos väktare. De två första böckerna har översatts och sålts i Norge, Danmark, Finland, Italien, Spanien, Tjeckien, Frankrike och Tyskland.
Rosman tilldelades Marstrandspriset år 2010.
År 2012 kom boken "Mercurium" som baseras på ett verkligt rättsfall, Metta Fock, född Ridderbjelke, enda kvinnliga fången på Karlstens fästning i Marstrand.
Rosman fick år 2013 Kungälvs kommuns kulturpris.
Vågspel utsågs till årets bästa deckare 2016 av DN.

### Webbkällor
- Officiell webbplats
- Intervju med Ann Rosman